# Крель, Александр Александрович
Александр Александрович Крель (18 октября 1938 — 13 марта 2008) — доктор медицинских наук, профессор, академик Российской академии медико-технических наук, основатель и глава «Ассоциации „Антира“ — Института клинической медицины и социальной работы им. М. П. Кончаловского», член Совета Российского земского движения; автор более трёхсот научных публикаций.

## Биография
Александр Александрович Крель родился 18 октября 1938 года. В 1962 году окончил 1-й Московский медицинский институт, в 1967 — аспирантуру при институте. В Москве с 1959 по 1962 год работал фельдшером городской больницы № 24 и входил в бригаду скорой помощи; врачом-терапевтом и ревматологом городской больницы № 4 (1962—1964), затем врачом Института ревматизма АМН СССР (1967—1969), с 1960 по 1987 являлся ассистентом кафедры госпитальной терапии лечебного факультета 1-го Московского медицинского института.
В 1987 году переехал в Ленинград, где занимал должность заведующего кафедрой ревматологии ГИДУВ-СПбМАПО (1987—1996), и главного ревматолога Комитета по здравоохранению Администрации Санкт-Петербурга (1988—1995).
В 1990 году основал антиревматическую ассоциацию «Антира», позже переименованную в «АнтЭра, Институт клинической медицины и социальной работы им. М. П. Кончаловского» (неформально ассоциация начала складываться ещё в 70-е годы). Причиной основания ассоциации стала глубокая убеждённость учёного в неверности пути, который на данный момент избрала современная медицина.
В 1993 году Александр Крель прошёл масонское посвящение в петербургскую ложу «Астрея» № 3 ВЛР.
Приняв православие, стал в 2007 году членом Преображенского содружества малых братств.
В марте 2008 года в Москве стал жертвой разбойного нападения: был доставлен в состоянии комы в одну из московских больниц, где 13 марта скончался.

## Цитаты

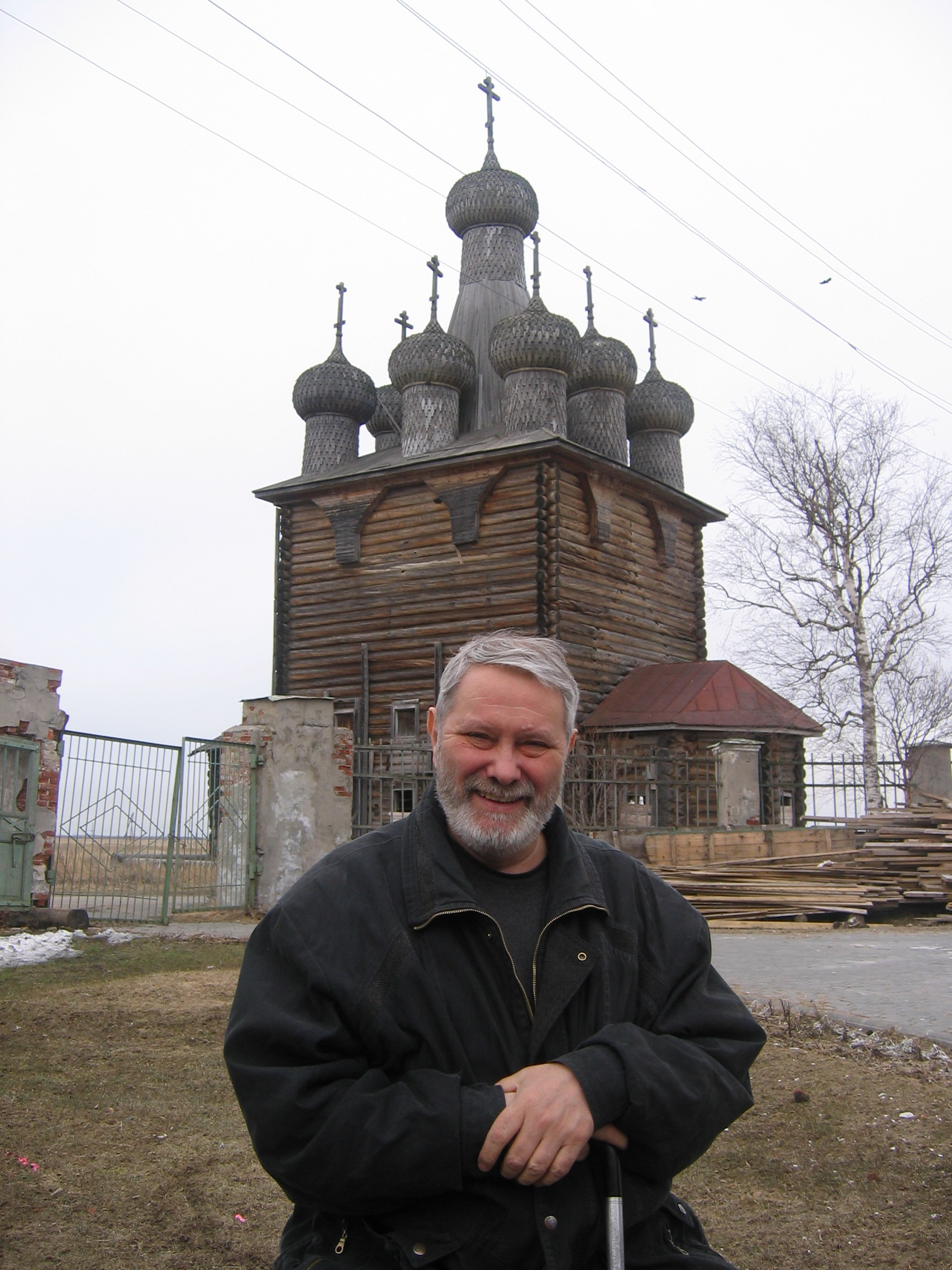
А. А. Крель в Архангельске (апрель 2006)

- О современной медицине[6]:

С течением времени я прихожу к печальному убеждению, что тот путь, который избрала сегодня медицина, то есть развитие в рамках научно-биологической парадигмы, или биоцентризм, заводит в тупик. Это сказывается на возможностях лечебного дела, особенно при хронических заболеваниях. Да, медицина пользуется достижениями и успехами различных наук, особенно биологии, но самостоятельной системы научных представлений не имеет. Она развивается на основе учения об общей патологии человека — учения, по сути, чисто биологического. В нём человек сводится к механизму, в лучшем случае — к организму, но никак не к «гомо сапиенс», человеку разумному. Наверное, поэтому наибольшие успехи мы видим в тех областях медицины, которые зависят от технологических возможностей — операции, трансплантации и т. п.
- О холистическом подходе в медицине[7]:

От врача требуется, прежде всего, целостный, холистический подход. Он включает в себя триединую заботу: о духовном, душевном и физическом состоянии пациента. Указанием на необходимость целостного подхода я вовсе не пытаюсь принизить возможности современной научной медицины и фармакотерапии. Но эти возможности несоизмеримо возрастают, если подходить к человеку как к личности, а не только биологическому объекту.

## Труды
Александр Александрович Крель является автором более 300 научных трудов (книг, статей, монографий).

### Книги
- «Ревматоидный артрит» (энциклопедия, в соавторстве)[8]

### Статьи
- Холистическая медицина // Философские проблемы биологии и медицины: Выпуск 1: В поисках новой парадигмы: сборник. — М.: Принтберри, 2007.
- Представление о психосоматических заболеваниях и путях их преодоления c позиции 45-летней врачебной практики // Профессиональная психотерапевтическая газета. — 2007. — № 11.
- Концепция холистической терапии (на основе опыта 45-летней врачебной практики) // Холизм и здоровье. — 2009. — № 1.

#### В соавторстве
- Крель A.A., Болотин Е. В., Ращупкина З. П., Каневская М. З. Фармакотерапия ревматоидного артрита (методические основы обучения) // Терапевтический архив. — 1981. — № 8. — С. 112—123.
- Болотин Е. В., Крель A.A., Александрова Е. Г., Каневская М. З., Чичасова Н. В. Объективизация проявлений ревматоидного артрита, характеризующих его эволюцию. Метода оценки структурно-анатомических повреждений параартикулярных тканей кисти и функциональных способностей больных. // Вопросы ревматологии. — 1982. — № 4. — С. 23-27.
- Крель А. А., Чичасова H.В., Каневская М. З., Маслов В. К., Бухштабер. В. М., Ломакина Е. Н. Длительное проспективное изучение клинических вариантов ревматоидного артрита с применением многомерного статистического анализа. // Терапевтический архив. — 1984. — № 5. — С. 68-75.
- Болотин Е. В.,Крель А. А. Дифференциальная диагностика при суставном синдроме. // Ревматология. — 1985. — № 4.
- Шехтер А. Б., Крель А. А., Чичасова Н. В. Клинико-морфологические сопоставления при различных вариантах ревматоидного артрита (по данным пункционных биопсий синовиальной оболочки) // Терапевтический архив. — 1985. — № 8. — C. 90-100.
- Шехтер А. Б., Крель А. А., Ращупкин З. П. Оценка морфологических проявлений синовита у больных ревматоидным артритом: Методические рекомендации. — М., 1985. — 30 с.
- Чичасова Н. В., Каневская М. З., Слободина Г. А., Крель А. А. Место мазевых форм негормональных противовоспалительных средств в терапии больных ревматоидным артритом (сравнительный анализ эффективности и переносимости) // Всесоюзная конференция «Локальная терапия при ревматических заболеваниях». Москва. — 1988. — с. 13-14.
- Чичасова Н. В., Шехтер А. Б., Крель А. А. Эволюция морфологических проявлений синовита с начальной стадией ревматоидного артрита при различных вариантах его дальнейшего течения // Ревматология. — 1988. — № 2. — с. 3-16.

## Интересные факты
В 1983 году А. А. Крелем в соавторстве с З. П. Ращупкиной и Е. В. Болотиным было запатентовано «Устройство для пункционной биопсии» (патент выдан 7 июля 1983 года, № документа 01026781).